# (75) Eurydike
(75) Eurydike ist ein Asteroid des mittleren Hauptgürtels, der am 22. September 1862 vom deutsch-US-amerikanischen Astronomen Christian Heinrich Friedrich Peters am Litchfield Observatory in New York entdeckt wurde.
Der Asteroid wurde benannt nach Eurydike, der Frau von Orpheus, der in die Unterwelt hinabstieg, um ihre Rückkehr zu erwirken, die er unter der Bedingung erhielt, dass er sich nicht nach ihr umdrehte, bis er die Oberwelt erreichte. Sie wurde in die Unterwelt zurückgebracht, als er im letzten Moment zurückblickte.

## Wissenschaftliche Auswertung
Mit Daten radiometrischer Beobachtungen im Infraroten mit der Infrared Telescope Facility (IRTF) am Mauna-Kea-Observatorium auf Hawaiʻi vom Dezember 1980 wurden für (75) Eurydike erstmals Werte für den Durchmesser und die Albedo von 57 km und 0,11 bestimmt. Aus Ergebnissen der IRAS Minor Planet Survey (IMPS) wurden 1992 Angaben zu Durchmesser und Albedo für zahlreiche Asteroiden abgeleitet, darunter auch (75) Eurydike, für die damals Werte von 55,9 km bzw. 0,15 erhalten wurden. Eine Auswertung von Beobachtungen durch das Projekt NEOWISE im nahen Infrarot führte 2011 zu vorläufigen Werten für den Durchmesser und die Albedo im sichtbaren Bereich von 68,6 km bzw. 0,10. Ein Vergleich von Daten, die von 1978 bis 2011 an der Sternwarte Ondřejov in Tschechien und am Table Mountain Observatory in Kalifornien gesammelt wurden, mit den Daten von NEOWISE bestätigte 2012 diese Werte. Nach neuen Messungen mit NEOWISE wurden die Werte 2014 auf 62,4 km bzw. 0,12 korrigiert. Nach der Reaktivierung von NEOWISE im Jahr 2013 und Registrierung neuer Daten wurden die Werte 2016 mit 48,0 km bzw. 0,19 angegeben, diese Angaben beinhalten aber hohe Unsicherheiten.
Spektroskopische Untersuchungen von (75) Eurydike erfolgten am 24./25. September 1993 am Krim-Observatorium. Die gemessenen Reflexionsspektren wiesen auf das Vorhandensein einer FeNi- oder Fe-freien Komponente im Oberflächenmaterial des Asteroiden hin. Absorptionsbanden in den Spektren können wahrscheinlich Pyroxenen und oxidierten oder durch Wasser veränderten mafischen Silicaten zugeschrieben werden.
Photometrische Beobachtungen von (75) Eurydike fanden erstmals statt am 11./12. März 1978 am Observatorium Kvistaberg in Schweden. Aus der in einer Nacht aufgezeichneten Lichtkurve konnte aber keine Rotationsperiode für den Asteroiden bestimmt werden. Weitere Messungen erfolgten am 13. und 14. Oktober 1980 am Osservatorio Astronomico di Torino in Italien. Unter der Annahme einer Lichtkurve mit drei Extrema pro Umdrehung wurde auf eine Rotationsperiode von 8,92 h geschlossen. Die Auswertung von Beobachtungen vom 30. Oktober bis 15. Dezember 1980 am Table Mountain Observatory in Kalifornien stellte aber diesen Wert in Frage. Auch in der Kombination mit den Daten aus Turin konnten die Messwerte innerhalb einer Spanne zwischen vier und 20 Stunden nur zu einer Rotationsperiode von 5,357 h ausgewertet werden. Bei neuen photometrischen Messungen in fünf Nächten von 19. bis 27. März 1996 an der Außenstelle Tshuhujiw des Charkiw-Observatoriums in der Ukraine und am Krim-Observatorium in Simejis konnte eine ähnliche Rotationsperiode von 5,360 h abgeleitet werden.
Aus den Beobachtungen der Jahre 1978, 1980 und 1996 wurde dann in der Ukraine in einer Untersuchung von 2002 für (75) Eurydike eine Rotationsperiode von 5,3562 h bestimmt. Es wurde außerdem eine Rotationsachse mit prograder Rotation sowie die Achsenverhältnisse eines dreiachsig-ellipsoidischen Gestaltmodells für den Asteroiden hergeleitet. Aus archivierten Daten des Asteroid Terrestrial-impact Last Alert System (ATLAS) aus dem Zeitraum 2015 bis 2018 konnte in einer Untersuchung von 2022 mit der Methode der konvexen Inversion eine Rotationsperiode von 5,3572 h berechnet werden.